# Sphenochernes
Sphenochernes är ett släkte av spindeldjur. Sphenochernes ingår i familjen blindklokrypare.
Kladogram enligt Catalogue of Life:
| Sphenochernes | \| \| Sphenochernes bruchi \| \| \| \| \| \| Sphenochernes camponoti \| \| \| \| \| \| Sphenochernes schulzi \| \| \| \| |
|               | \| \| Sphenochernes bruchi \| \| \| \| \| \| Sphenochernes camponoti \| \| \| \| \| \| Sphenochernes schulzi \| \| \| \| |
|               | Sphenochernes bruchi |
|               | |
|               | Sphenochernes camponoti                                                                                                  |
|               | |
|               | Sphenochernes schulzi |
|               | |